# День памяти (Туркменистан)
День памяти (туркм. Matam güni) — день памяти в Туркменистане, отмечающийся ежегодно 6 октября. Этот день посвящён памяти жителей Туркменистана, погибших в Ашхабадском землетрясении и в Геоктепинском сражении.

## История
С 1995 года дата 6 октября отмечалась в Туркменистане как День поминовения жертв землетрясения 1948 года.
На основе обращений граждан в октябре 2014 года Президентом Туркменистана был подписан Указ об объединении памятных дат поминовения погибших в Геоктепинском сражении и Ашхабадском землетрясении 1948 года, и утверждён единый День памяти — 6 октября.

## Церемония

Памятник «Рухы тагзым»

Официальная церемония поминовения по традиции проходит у памятника «Рухы тагзым», расположенного на окраине Ашхабада, где возведен мемориальный комплекс «Народная память» в память о жертвах трагедии. Её посещают президент Туркменистана, председатель Меджлиса, заместители председателя Кабинета Министров Туркменистана, руководители военных и правоохранительных органов, министерств и ведомств, общественных организаций, депутаты национального парламента, священнослужители, почётные старейшины, главы дипломатических представительств и миссий. Приостанавливается движение общественного транспорта и дорожное движение вообще. Законодательство обязывает приспускать государственные флаги в течение дня. Основная церемония поминовения транслируется по телеканалам и радио. В Туркменистане день 6 октября является нерабочим.